# Ricompense militari romane

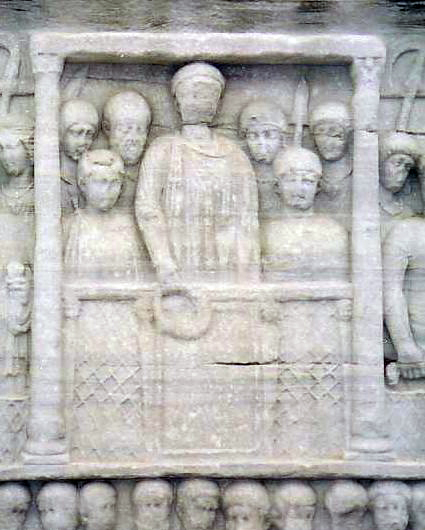
L'imperatore Teodosio I offre una corona d'alloro al vincitore di una gara circense (obelisco di Teodosio nell'Ippodromo di Costantinopoli).

Nell'antica Roma, i dona militaria erano le ricompense militari assegnate ai soldati o a ufficiali valorosi. Tali ricompense si distinguevano in due classi, quella dei dona maiora, premi riservati a particolari atti di eroismo, e quella dei dona minora, premi di minore importanza, destinati a ricompensare l'impegno ed il valore dei soldati.
Polibio racconta che i Romani avevano un efficace sistema per incitare i giovani ad affrontare il pericolo. Dopo alcune operazioni militari nelle quali alcuni di essi si erano distinti per atti di valore, il console radunava le truppe (adlocutio) e, dopo aver presentato quelli che erano stati protagonisti di una qualche eccezionale impresa di valore, faceva di questi un pubblico elogio, esaltandone il comportamento eroico e gli altri eventuali atti coraggiosi avuti nella precedente vita militare, degni di essere menzionati.
Attraverso una serie di doni, oltre alla gloria, i Romani riuscivano a stimolare nei soldati una forma di emulazione nelle battaglie, sia nei presenti, ma anche in quelli che restavano in patria. Una volta rientrati in patria partecipavano alle pubbliche processioni da privilegiati, poiché solo quelli che avevano ricevuto dai consoli un riconoscimento per il loro valore, potevano indossare delle decorazioni. Appendono le spoglie nemiche nei posti più in vista nelle proprie case, a testimoniare il loro valore. Polibio conclude dicendo:
(Polibio, VI, 39.11.)

## Dona maiora
Nella scala delle ricompense militari romane, le corone rappresentavano i dona maiora ("doni maggiori"), superiori ai dona minora.
Le corone potevano essere concesse dai generali ai soldati o, viceversa, tributate dalla truppa stessa al proprio comandante. La forma o il materiale con cui esse erano realizzate richiamavano il particolare merito che si intendeva onorare. La corona dava diritto anche all'accesso ad un premio in denaro e a particolari posizioni d'onore in seno all'organizzazione militare e alla società civile.
Questa la descrizione che ne fa Giuseppe Flavio al termine del lungo assedio di Gerusalemme:
(Giuseppe Flavio, La guerra giudaica, VII, 1.3.13-17.)

### Tipi di corone
Corona trionfale
La corona triumphalis era assegnata al generale vittorioso acclamato imperator. Fatta d'alloro intrecciato, nel corso della cerimonia trionfale era rappresentata da una corona d'oro fatta in forma di foglie d'alloro sorretta sul capo del generale trionfante da uno schiavo. Per la sua caratteristica di corona propria del generale imperator, la corona d'alloro era anche in epoca imperiale attributo proprio dell'Imperatore.

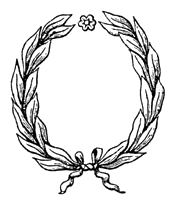
Esempio di corona triumphalis da Meyers
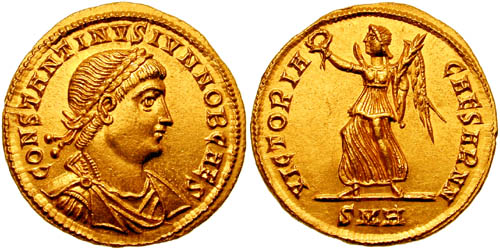
Solido dell'imperatore romano Costantino II: la moneta reca nel recto l'effigie dell'imperatore con la corona d'alloro, mentre nel verso vi è una Vittoria nell'atto di reggere il medesimo serto d'alloro

Corona ossidionale
La corona obsidionalis era assegnata all'uomo che, con il proprio intervento, avesse salvato un intero esercito dalla distruzione. Era fatta d'erba intrecciata, per questo era detta anche corona graminea, cioè "corona d'erba". Era considerata il massimo simbolo del valore militare.

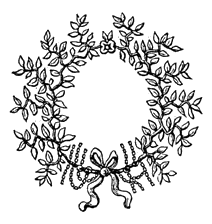
Riproduzione da Meyers di una corona obsidionalis

Corona civica
La corona civica era assegnata all'uomo che, con il proprio intervento, avesse salvato la vita di uno o più cittadini romani (ob cives servatos, "per i cittadini salvati") o di un alleato. Il console come riconoscimento di questo gesto coraggioso, offriva dei doni, mentre coloro che erano stati salvati, offrivano solitamente e spontaneamente una corona d'alloro al loro salvatore. Nel caso non fosse stata riconosciuta alcuna ricompensa, i tribuni decidevano e costringevano la persona salvata a farlo. In teoria, chi era stato salvato, avrebbe dovuto onorare per tutta la vita il proprio salvatore come un padre, avendo l'obbligo di trattarlo come un genitore. La corona civica era realizzata in forma di serto di quercia, per questo era detta anche corona querquensis, cioè "corona di quercia". Creava un particolare legame parentale tra il salvatore e il cittadino salvato. A differenza delle altre corone, la corona civica poteva essere attribuita anche al di fuori del contesto militare.

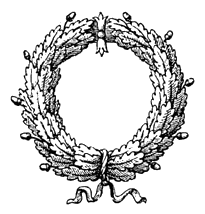
Esempio di corona civica da Meyers
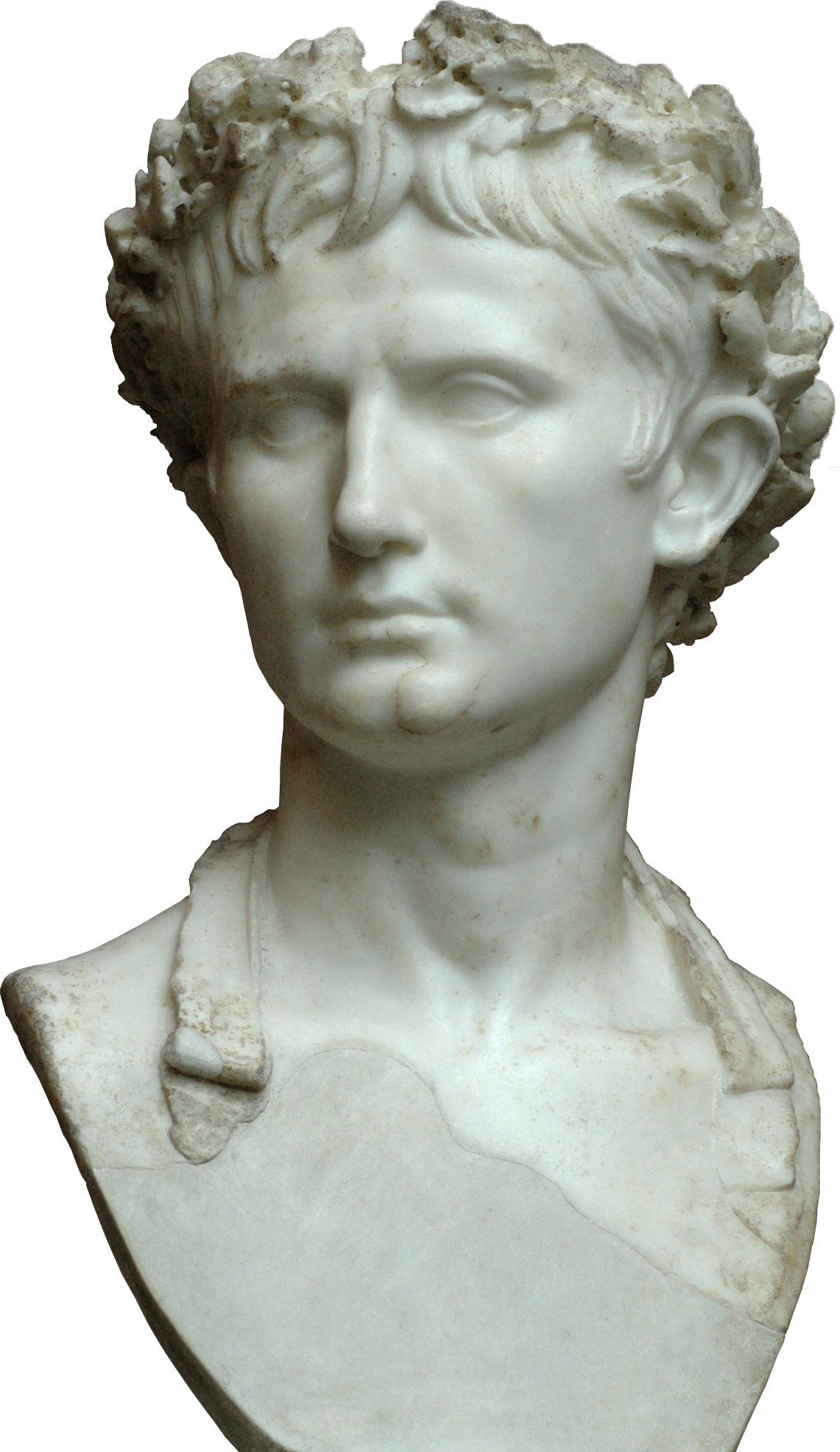
L'imperatore Augusto raffigurato con la corona civica

Corona muraria
La corona muralis era assegnata al primo uomo che avesse scavalcato le mura di una città nemica. In oro, aveva forma di cinta muraria merlata e turrita ed è per questo detta anche corona turrita. Tito Livio racconta a tal proposito un episodio curioso avvenuto subito dopo la presa di Nova Carthago (nel 209 a.C.). Publio Cornelio Scipione, dopo aver ordinato a Gaio Lelio di mantenere sotto sorveglianza la città appena conquistata con i marinai alleati, condusse nell'accampamento le legioni. Il giorno seguente adunò l'intero esercito composto da legionari e marinai. Il comandante romano elogiò il comportamento dei suoi soldati in battaglia e ringraziò gli dei immortali, che avevano concesso loro di prendere in un sol giorno la città più ricca della Spagna, nella quale erano concentrate una grande quantità di ricchezze, in modo da lasciare poco o nulla al nemico.
(Livio, XXVI, 48.5-6.)
Tito Livio racconta che, non era tanto aspra la disputa fra i due candidati a ricevere il premio dal loro comandante in capo, quanto fosse appassionata la competizione tra i due corpi dell'esercito, vale a dire forze di terra (legioni) e di mare (flotta). Ovviamente il comandante della flotta, Gaio Lelio, favoriva Digizio, mentre Marco Sempronio Tuditano favoriva il centurione Tiberilio. Per evitare che la contesa si trasformasse in una lotta tra le due fazioni e potesse degenerare in sommossa, Scipione inizialmente scelse tre arbitri per giudicare quale dei due avesse scalato per primo le mura della città. Oltre a Gaio Lelio e M.Sempronio, venne aggregato un terzo elemento, neutrale, Publio Cornelio Caudino. Poiché la disputa cominciava a farsi sempre più accesa, considerando che sia gli uni, sia gli altri erano pronti a spergiurare su tutti gli dei, pur di far prevalere la propria fazione, prima che i legionari e i marinai venissero alle mani, Scipione adunò le truppe e dichiarò:
(Livio, XXVI, 48.13.)
Fu così che Scipione risolse la contesa, distribuendo poi a tutti gli altri soldati donativi, a seconda del merito e del valore di ciascuno. In particolare, a Gaio Lelio, lo equiparò a sé stesso e gli fece dono di una corona d'oro e di trenta buoi.

Esempio di corona muralis
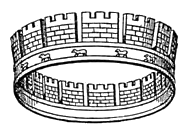
Esempio di corona muralis da Meyers

Corona castrense
La corona castrensis o vallaris era assegnata al primo uomo che avesse scavalcato il vallum di un accampamento nemico. In oro, aveva forma di palizzata, con punte acuminate.

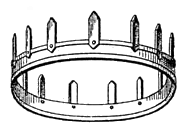
Riproduzione di una corona castrensis da Meyers

Corona navale
La corona navalis era assegnata al primo uomo che avesse arrembato una nave nemica e all'ammiraglio che avesse distrutto una flotta nemica. Si trattava dunque di due premi distinti, ma è incerta l'esistenza di un'unica corona oppure di due corone distinte, nel qual caso una sarebbe stata chiamata semplicemente navalis, mentre l'altra, simbolicamente decorata con dei rostri richiamanti quelli delle navi nemiche, sarebbe stata per questo detta corona rostrata.
Entrambe le corone o la corona unica erano comunque realizzate in oro.

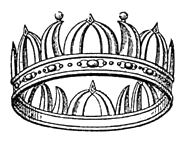
Esempio di corona navalis da Meyers
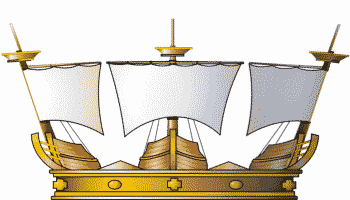
Esempio di corona navale

Corona ovale
La corona ovalis era assegnata al comandante cui fosse stata tributata un'ovazione, ma non il trionfo, avendo combattuto contro un nemico ritenuto inferiore. Era fatta di mirto intrecciato.

### Usi delle corone romane in araldica
Le corone romane hanno avuto largo uso nel campo dell'araldica e in particolare nell'araldica civica italiana. In particolare le corone d'alloro e quercia sono state utilizzate nella composizione degli stemmi delle province e nello stesso emblema della Repubblica Italiana. Le corone murarie compaiono invece negli stemmi dei comuni e delle città e in quelli dell'Esercito Italiano e dell'Aeronautica Militare, mentre la corona navale è utilizzata nello stemma della Marina Militare Italiana.

## Dona minora
Inferiori alle corone, nella scala delle ricompense militari, erano i dona minora ("premi minori"). Queste decorazioni erano assegnate come ricompensa ai soldati distintisi per prove di coraggio e abilità. La consegna avveniva nel corso di pubbliche cerimonie al termine delle campagne o delle battaglie e spesso all'assegnazione del premio si accompagnavano ricompense in denaro o in bottino. L'assegnazione del donum minor comportava, per il portatore, una condizione di prestigio all'interno del proprio reparto e della comunità militare.
L'uso di questi premi ci viene tramandato ad esempio da Svetonio e Tacito, quest'ultimo riferendosi all'incontro del germano Armino con il fratello, alleato dei Romani:
(Tacito, Annales, II, 9)
(Svetonio, Augustus, 25)

### Tipi di ricompense
Le ricompense di gaesum, patera e phalera erano donate dal console, non tanto a quei soldati che hanno ferito o ucciso dei nemici in una battaglia regolare o durante l'assalto ad una città, ma a quelli che si sono distinti in combattimenti individuali, nel corso di azioni speciali, ed hanno affrontato volontariamente il pericolo.
Gaesum
A chi ha ferito un nemico, il console regalava in premio un gaesum. Sempre Polibio racconta che nei tempi antichi (prima delle guerre puniche) anche a chi avesse ucciso un nemico, era fatto omaggio di un gaesum e non una patera o una phalera (vedi sotto).
Patera
E sempre il console, dopo pubblico elogio, regalava una patera a chi aveva ucciso un nemico in combattimento, se era un fante.
Falere
Il console, dopo pubblico elogio, regalava una phalera a chi aveva ucciso un nemico in combattimento, se era un cavaliere. La falera (da phalera, cioè "orpello") era una vera e propria medaglia in forma di borchia metallica cesellata o sbalzata, apposta quale decorazione sulle armature. Derivava dai tipici medaglioni ornamentali utilizzati quali elementi decorativi nell'abbigliamento femminile o nella bardatura dei cavalli.
Armillæ
L'armilla (da armus, cioè "braccio") era un bracciale di metallo utilizzato anche quale protezione nelle armature, tipico della cultura greco-romana.
Torques
Il torque (da torquere, cioè "torcere") era un tipo di collare ritorto di metallici tipico della cultura gallo-celtica.

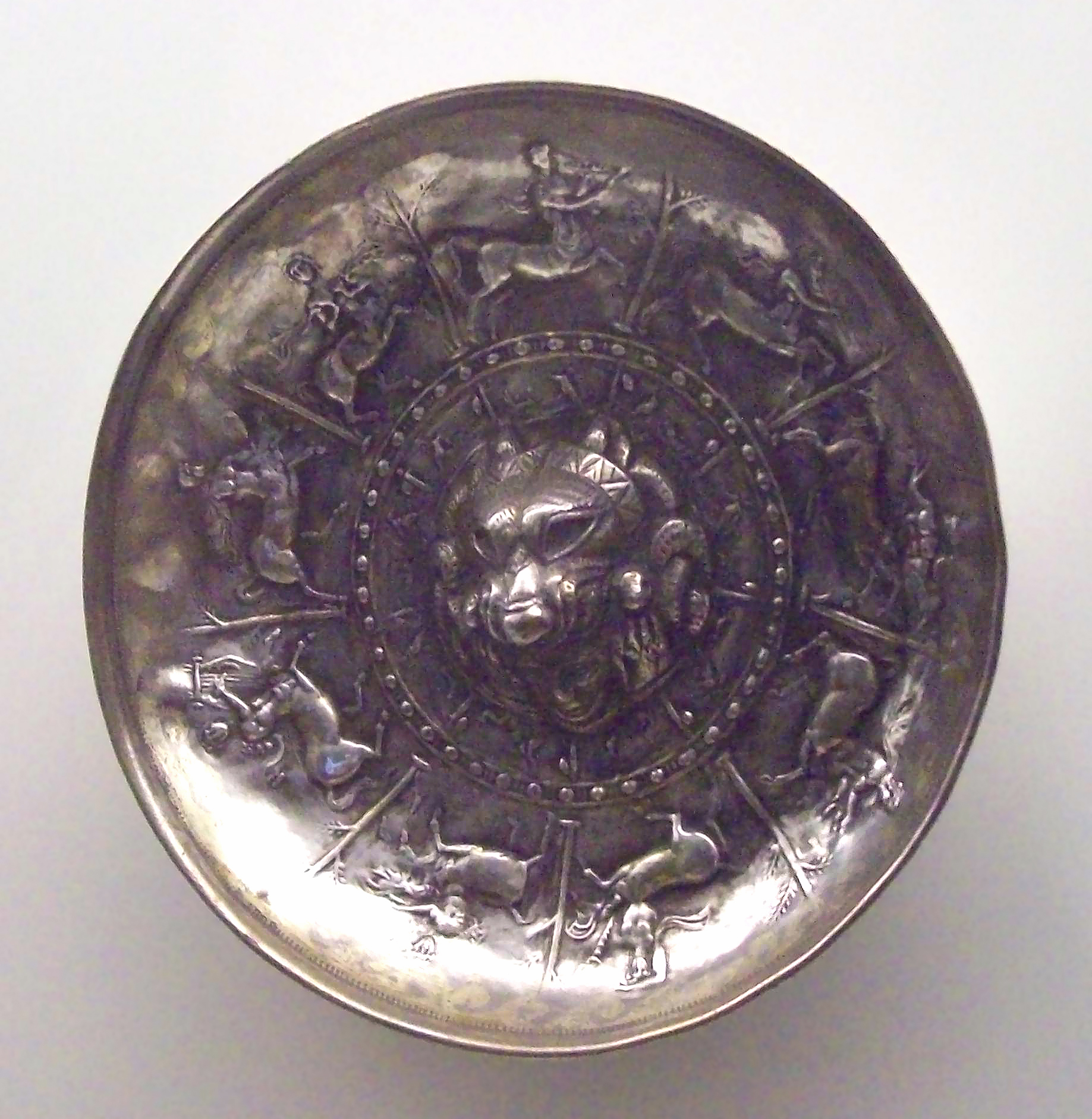
Esempio di patera
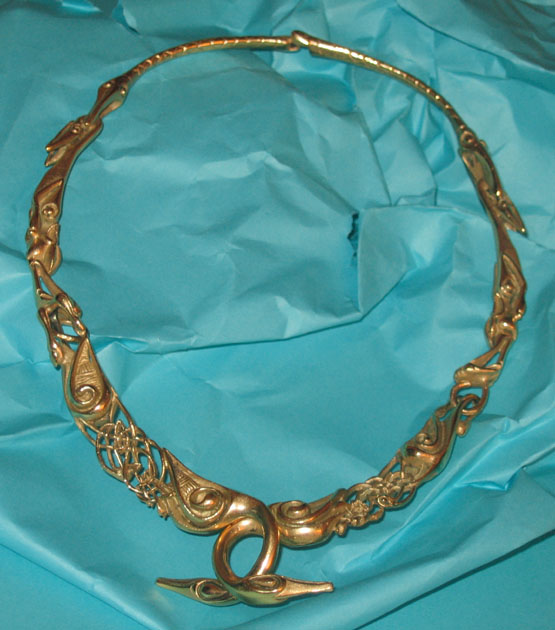
Esempio di torque gallico esposto al Museo Nazionale di Lione
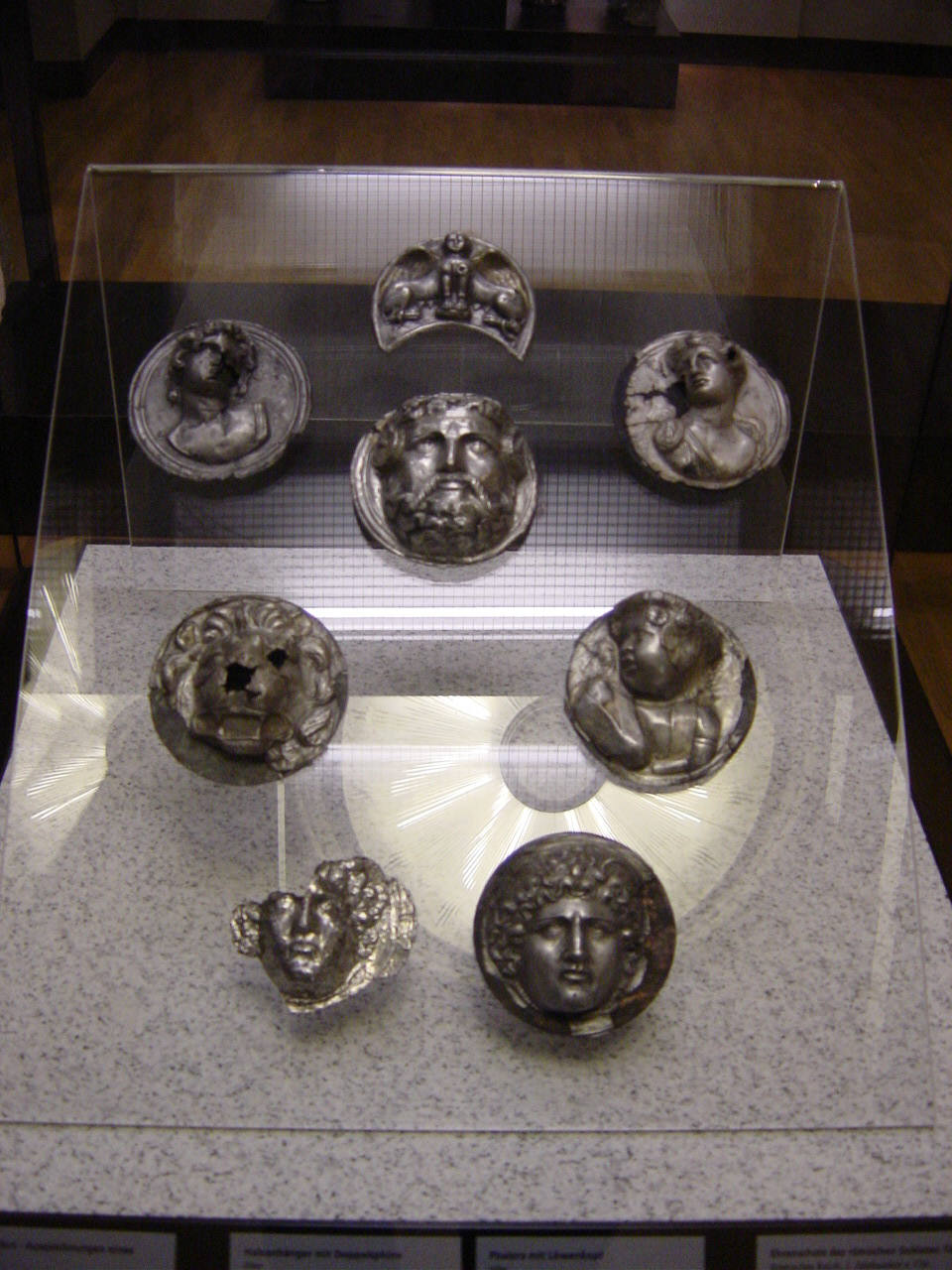
Esempio di falere esposte nel Museo di Storia Tedesca di Berlino
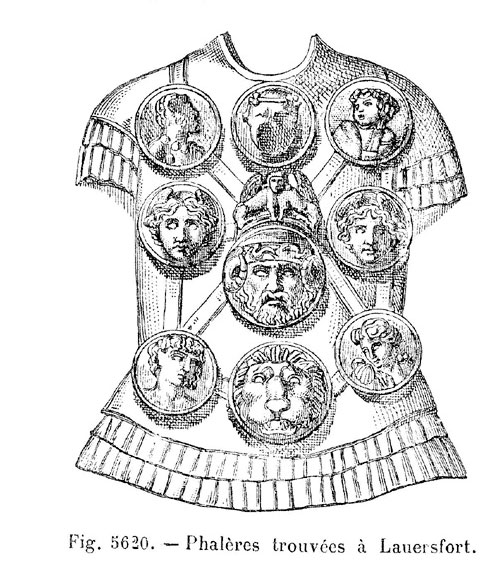
Phalerae romane applicate attraverso un pettorale al linothorax di un centurione
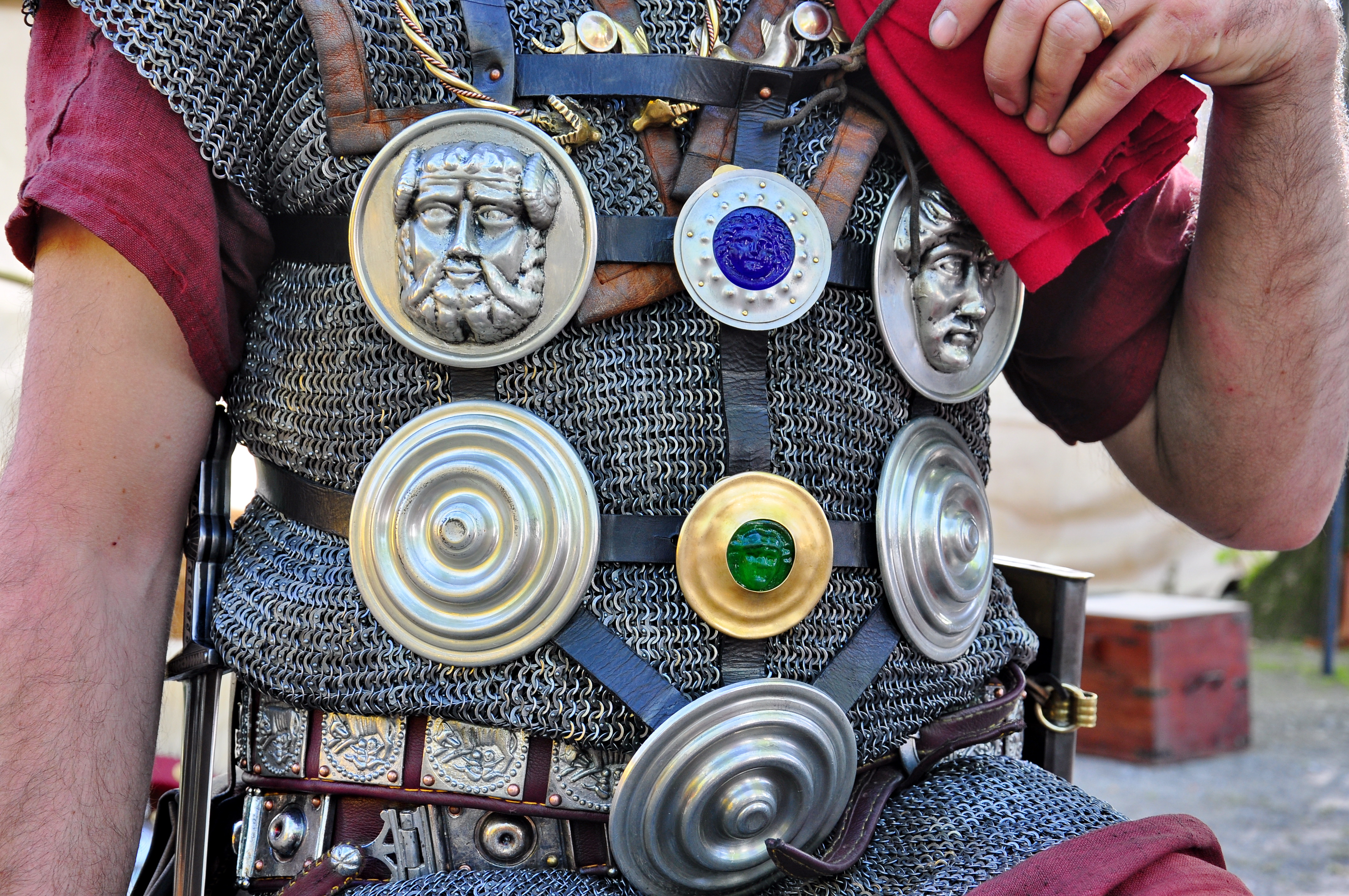
Ricostruzione di un centurione romano del II secolo della legio XXI Rapax; si notano le tipiche phalerae, assieme ad altre tipologie di dona, appese alla lorica tramite fettucce e fibbie che servivano a unire e agganciare le cinghie di supporto delle decorazioni.

## Ricompense imperiali
Altri particolari tipi di ricompense erano quelli concessi in età imperiale direttamente ed esclusivamente dall'Imperatore a ufficiali o soldati che si fossero particolarmente distinti nel corso delle campagne militari e del cui uso testimonia ad esempio la seguente iscrizione:
(Iscrizione sepolcrale  AE 1951,52)

### Tipi di ricompense imperiali
Hasta pura
L'asta pura era una particolare lancia (hasta) d'oro (pura, "[d'oro] puro").
Vexillum
Il vessillo argenteo era una speciale rappresentazione in argento di un vessillo, cioè di un'insegna legionaria. L'argento era un materiale pregiato dal particolare valore simbolico, in quanto con esso erano realizzate le aquile sacre portate in battaglia dalle legioni.